# 第35独立親衛自動車化狙撃旅団 (ロシア陸軍)
第35独立親衛自動車化狙撃旅団（だい35どくりつしんえいじどうしゃかそげきりょだん、ロシア語: 35-я отдельная гвардейская мотострелковая бригада）は、ロシア陸軍の旅団。第41親衛諸兵科連合軍隷下。

## 歴史

### 第二次世界大戦
1942年3月31日、第二次世界大戦の影響に伴い、赤軍第4戦車軍団としてロシア・ソビエト連邦社会主義共和国ヴォロネジ州で創設された。
1942年4月から独ソ戦に投入され、枢軸国に勝利し、2等スヴォーロフ勲章、赤旗勲章、2等クトゥーゾフ勲章、レーニン勲章、名誉称号「親衛隊」、「スターリングラード」、「キエフ」を授与され、第5親衛戦車軍団に改称された。
1945年9月、部隊縮小に伴い、第5親衛戦車師団に改編された。

### 冷戦期

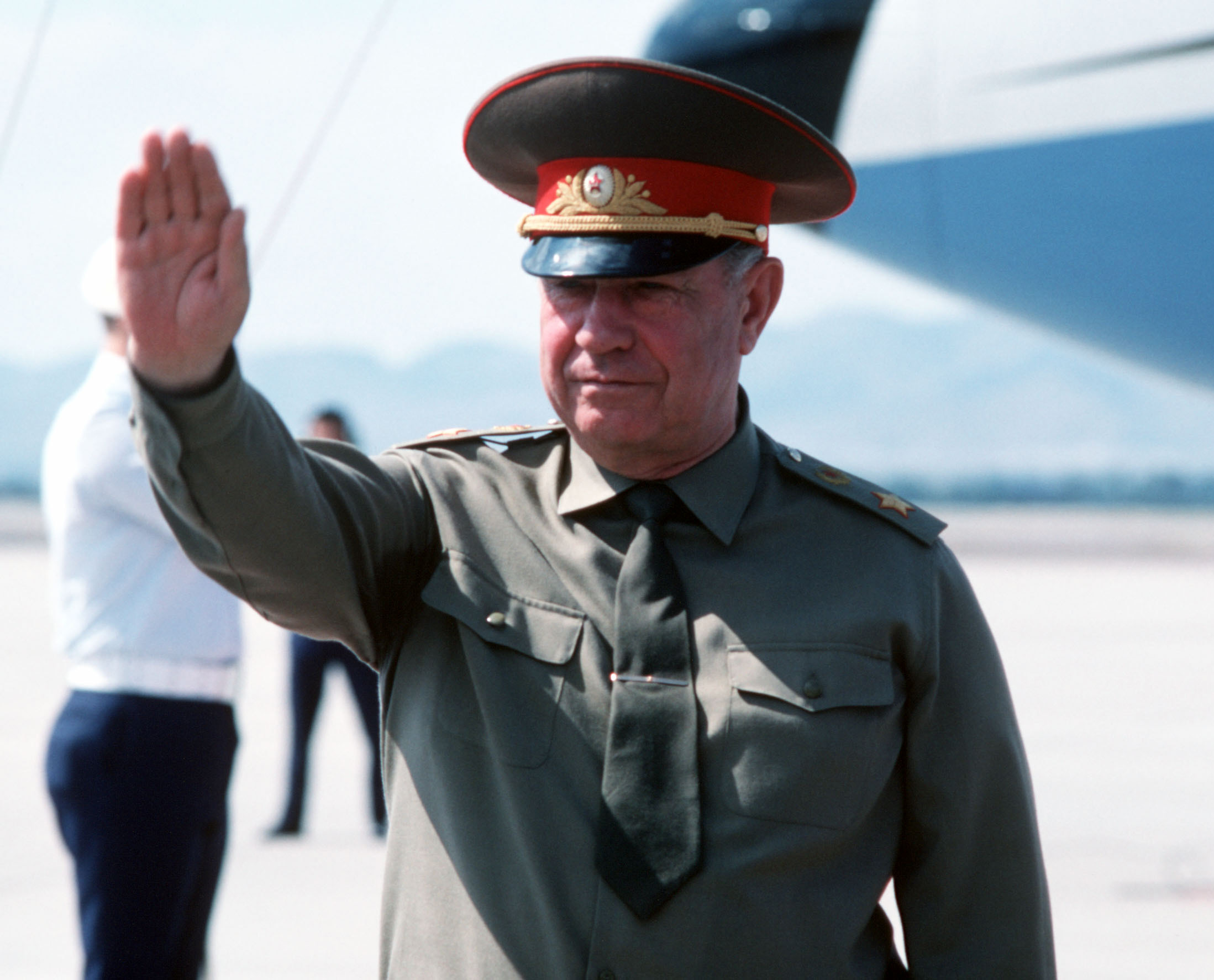
ドミトリー・ヤゾフ師団長（後のソ連国防大臣）

1957年6月、歩兵部隊化に伴い、第122親衛自動車化狙撃師団に改編された。
1989年10月、砲兵部隊化に伴い、第122親衛機関銃・砲兵師団に改編された。

### ロシア陸軍

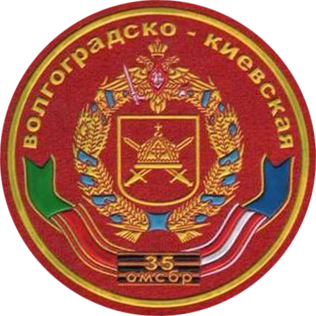
旧第35独立親衛自動車化狙撃旅団章

1992年5月、ソビエト連邦の崩壊とロシアの独立で創設されたロシア陸軍に編入した。
2001年9月、歩兵部隊化に伴い、第122親衛自動車化狙撃師団に改編された。
2002年3月、アルタイ地方に移駐した。
2009年6月、部隊縮小に伴い、第35独立親衛自動車化狙撃旅団に改編された。

### ロシアのウクライナ侵攻

#### 北部・チェルニーヒウ戦線
2022年2月24日、ロシアのウクライナ侵攻でベラルーシに配備され、チェルニーヒウ方面で攻勢を開始したが、北部チェルニーヒウ州チェルニーヒウの包囲に失敗し、ニコライ・ピロシコフ副旅団長、ロケット砲大隊のオレグ・リソフスキー参謀長が戦死して撃退された。戦車大隊が壊滅したとされ、レオニード・シチェトキン副大隊長を含めた団員数十人が捕虜となり、チェルニーヒウ郊外の集合住宅を戦車で砲撃した戦争犯罪で見せしめ的にウクライナ国内で裁判にかけられ、禁錮10年の有罪判決を受けた。

#### 東部・セベロドネツク戦線
2022年5月、激戦地の東部ルハーンシク州セヴェロドネツィク地区に再配置され、友軍の救援でビロホリウカ方面を攻撃したが、第3自動車化狙撃大隊のラミス・ザグレディノフ大隊長が戦死して撃退された。

#### 東部・バフムート戦線
2022年8月、激戦地の東部ドネツィク州バフムート地区に再配置され、第21独立親衛自動車化狙撃旅団、第55独立自動車化狙撃旅団と共にバフムート北のシヴェルシク方面を攻撃したが撃退された。

#### 東部・スヴァトヴェ-クレミンナ戦線
2023年1月、東部ルハーンシク州セヴェロドネツィク地区に再配置され、クレミンナ方面を防御した。

#### 南部・ドニエプル川戦線
2023年11月、南部ヘルソン州に再配置され、ホラ・プリスタン方面で適切な装備を用意されずに陽動作戦に使われ、戦死者76人の損害を受けたとロシア内部情報筋が報告した。

#### 東部・アウディーイウカ戦線
2023年11月、激戦地の東部ドネツィク州ポクロウシク地区に再配置され、友軍の救援でアウディーイウカで攻勢を開始し、2024年2月に長期戦の末にアウディーイウカを占領した。団員が4～5割程度まで減少する損害を受けたと推定された。5月には他の部隊と協力してアウディーイウカ北のオチェレティネを占領した。感銘を受けたセルゲイ・ショイグ国防相が、一般的な自動車化狙撃旅団の兵員4,000人前後の3倍以上である団員14,000人が侵攻後に国家勲章を受章したと公表し、部隊損耗率の高さを窺わせた。

#### 東部・バフムート戦線
2024年8月、激戦地の東部ドネツィク州バフムート地区に再配置され、友軍の救援でバフムート南のトレツク方面に展開した。

## 編制
- 旅団司令部（アレイスク）
- 第1自動車化狙撃大隊
- 第2自動車化狙撃大隊
- 第3自動車化狙撃大隊
- 戦車大隊
- 旅団砲兵群
  - 本部中隊
  - 第1自走砲大隊
  - 第2自走砲大隊
  - ロケット砲大隊
  - 対戦車砲大隊
- 高射ミサイル大隊

- 偵察大隊
- 工兵大隊
- 通信大隊
- 兵站大隊
- 狙撃中隊
- 整備中隊
- 電子戦中隊
- NBC防護中隊
- 衛生中隊
- 無人機中隊

## 出身者
- アンドレイ・クラフチェンコ
- ドミトリー・ヤゾフ